# Henry Stanton Burton
Henry Stanton Burton (1819–1869) se graduó en West Point, un oficial de carrera del Ejército Estadounidense que sirvió en la Guerras Seminolas, la Intervención estadounidense en México y la guerra civil estadounidense.

## Tiempo de vida
Henry Stanton Burton nació el 9 de mayo de 1819 en West Point (Nueva York), donde su padre fue empleado como sutler. Nombrado de Vermont, Burton se graduó de la Academia Militar de los Estados Unidos en West Point el 1 de julio de 1839 y fue nombrado 2.º Teniente, 3.º Regimiento de Artillería de los Estados Unidos. Desde 1839 hasta 1842, se desempeñó en las Guerras Seminolas y el 11 de noviembre de 1839 fue promovido Teniente primero. Desde 1843 hasta 1846 fue instructor asistente de tácticas de infantería y artillería en West Point.

## Guerra y deber mexicano en California
Durante la Intervención estadounidense en México se convirtió en Teniente Coronel de Estados Unidos y fue el segundo al mando del 1.er Regimiento de Voluntarios de Nueva York. Aceptado por el Ejército de los Estados Unidos en agosto de 1846, el regimiento fue transportado alrededor de Cabo de Hornos a California donde sirvió como guarniciones. Elementos de los voluntarios del teniente coronel Burton participaron en las operaciones de la Campaña de la costa del Pacífico en Baja California, luchando en la batalla de la Paz, Sitio de la paz y en la derrota final de las fuerzas mexicanas en la Escaramuza de Todos Santos. Su mando permaneció como guarnición en Baja California hasta que el tratado de paz lo devolvió a México.
A medida que la guerra se acercaba a su fin, parecía que Baja California seguiría siendo un estado mexicano, mientras que Alta California se convertiría en territorio de los Estados Unidos. Burton ofreció ayudar a los residentes de Baja California a mudarse a Alta California y convertirse en ciudadanos de los Estados Unidos. Burton regresó a Monterrey con su mando y los mexicanos evacuados. El 9 de julio de 1849 se casó con una de las refugiadas María Amparo Ruiz y Aranjo en Monterrey. Después de que su regimiento de Voluntarios se disolvió en octubre de 1848, Burton, a diferencia de la mayoría de los que corrieron a los campos de oro, regresó a su servicio regular del ejército; habiendo sido ascendido a Capitán el 22 de septiembre de 1847. En 1852, compró Rancho Jamul cerca de San Diego y lo alojó el 3 de marzo de 1854. En 1855, fue a San Diego para servir como comandante de la Puesto en la Misión de San Diego de Alcalá donde estableció por primera vez Camp Burton, como una posición temporal antes de ocupar cuarteles permanentes en la Misión abandonada de San Diego de Alcalá. Mientras vivía allí en Rancho Jamul con su familia.

## Guerra Civil
El Capitán Burton permaneció en California en servicio en varias fortalezas hasta 1862, cuando, habiendo sido promovido a Mayor el 14 de mayo de 1861, comenzó la guerra civil estadounidense. Fue ordenado a Delaware donde comandó Fort Delaware la prisión militar hasta 1863.
El 25 de julio de 1863 fue ascendido Teniente. Coronel, U.S. 4.º Regimiento de Artillería. El 11 de agosto de 1863 fue ascendido a Coronel, U.S. 5.º Regimiento de Artillería; y comandó la Reserva de Artillería del Ejército del Potomac desde 1863-1864. Fue inspector de artillería en la Campaña de Richmond en el Departamento de Oriente. Desde 1864 fue miembro de la junta de jubilación. El 13 de marzo de 1865, fue promovido brevet General de brigada Ejército de los Estados Unidos, para la captura de Petersburg, Virginia.

## Vida posterior
Después de la Guerra Civil, Burton posteriormente ordenó el 5.º Regimiento de Artillería de los Estados Unidos en Fort Monroe, Virginia, en Columbia, Carolina del Sur, en Richmond, Virginia y en Fort Adams, Rhode Island. Desde octubre de 1868 hasta marzo de 1869 estuvo en servicio militar en la ciudad de Nueva York. Murió el 4 de abril de 1869 en Fort Adams, en Newport, Rhode Island y fue enterrado en West Point.